# Склянский, Яков Ильич
Яков Ильич Склянский (род. 1 мая 1929 — умер 16 мая 2024, в Marina del Rey, Калифорния) — советский и американский кинооператор.

## Биография
В 1960-х гг. работал на киностудии «Ленфильм». В 1974 году эмигрировал в США, работал в Голливуде. Жил в Лос-Анджелесе.

## Фильмография
1. 1955 — Когда наступает вечер (фильм-концерт)
2. 1955 — Максим Перепелица
3. 1961 — Как верёвочка ни вьётся…
4. 1963 — Принимаю бой
5. 1964 — Хотите — верьте, хотите — нет…
6. 1966 — Кто придумал колесо?[3]
7. 1969 — Мальчишки[4]
8. 1971 — Проверка на дорогах
9. 1990 — Пробуждение[5]
10. 1993 — Уличный рыцарь (США; англ. Street Knight; как Yasha Sklansky)
11. 1999 — Lakota Moon (США; как Yasha Sklansky)
12. 2001 — Фестиваль в Каннах